# Farkas Félix
Farkas Félix (Mezőkövesd, 1960. április 21.) magyarországi roma politikus. 2010 és 2014 között az Országos Roma Önkormányzat elnökhelyettese, 2014-től az Országgyűlés első roma szószólója.

## Életpályája
1975-től az építőiparban kezdett el dolgozni, majd 1984-től galvánüzemben tevékenykedett. 1995-től vízhálózati karbantartó volt a Mezőkövesdi Vagyongazdálkozási Rt-nél. Politikai pályafutását 1994-ben kezdte, amikor (korabeli elnevezéssel) független cigány jelöltként Mezőkövesden kedvezményes mandátummal önkormányzati képviselővé választották. Az 1998-as és 2002-es önkormányzati választáson ismételten a képviselő-testület tagjává választották. Emellett 1998-ban a Lungo Drom tagja lett, valamint mezőkövesdi szervezetének elnökévé választották. 2003-ban a Lungo Drom országos elnökségébe is bekerült. A 2006-os önkormányzati választáson már nem indult el szülővárosában, azonban a Fidesz és a KDNP közös tízezer lakos feletti megyei közgyűlési listájáról bekerült a Borsod-Abaúj-Zemplén Megyei Közgyűlésbe. Ugyanekkor az Országos Cigány Önkormányzat tagja is lett. 2008-ban a Lungo Drom szóvivőjévé nevezték ki. A 2010-es önkormányzati választáson ismét bejutott a megyei közgyűlésbe, valamint az Országos Roma Önkormányzat elnökhelyettesévé is megválasztották. 2011-től a Borsod-Abaúj-Zemplén megyei roma nemzetiségi önkormányzat elnöki posztját is betöltötte. A 2014-es országgyűlési választáson az első roma nemzetiségi lista vezetője volt. Mivel a lista nem szerzett kedvezményes mandátumot, Farkas az Országgyűlés első roma szószólója lett. Emiatt lemondott minden önkormányzati tisztségéről. A 2018-as országgyűlési választáson ismét a roma nemzetiségi lista első helyén indult.
Közéleti pályafutása mellett 2007-ben érettségizett a miskolci Földes Ferenc Gimnáziumban, illetve 2011 és 2014 között a Miskolci Egyetem politológiaszakos hallgatója volt. 2011-ben a Magyar Köztársasági Arany Érdemkereszttel tüntették ki.